# Quel che sapeva Maisie
Quel che sapeva Maisie (What Maisie Knew) è un film del 2012 diretto da Scott McGehee e David Siegel.
Il film è un adattamento, ambientato nella moderna New York, del romanzo del 1897 di Henry James Ciò che sapeva Maisie. Gli interpreti principali del film sono Julianne Moore, Alexander Skarsgård, Steve Coogan e la giovane attrice Onata Aprile.

## Trama
Maisie è una bambina di sei anni dotata di uno spiccato spirito d'osservazione, che la rende molto più matura della sua età. Quando i suoi genitori, una rockstar e un mercante d'arte, decidono di divorziare, la piccola si ritrova al centro della battaglia di rancori tra i due genitori.

## Distribuzione
Il film è stato presentato Toronto International Film Festival il 7 settembre 2012. Successivamente è stato distribuito nelle sale statunitensi il 3 maggio 2013 e in Italia il 26 giugno 2014.